# احمد راشدی
احمد راشدی (به عربی: أحمد راشدی) یک شهرداری در الجزایر است که در استان میله واقع شده‌است.

## خصوصیات
احمد راشدی ۱۴٬۴۸۹ نفر جمعیت دارد.